# Staffan Atterhall
Nils Staffan Atterhall, född 4 december 1944 i Oscars församling, Stockholm, är en svensk sångare, gitarrist, låtskrivare och TV-man. Han är far till Niklas Atterhall.	
Atterhall tillhörde 1960-talets svenska visvåg och framträdde på Vispråmen Storken i Stockholm. Han samarbetade på två musikalbum med Bengt Sändh och Finn Zetterholm. Han medverkade på Visfestivalen i Västervik 1967 och, tillsammans med Sändh och Zetterholm under namnet Tre trotziga trubadurer, 1985. Han blev chef för produktionskontoret vid Sveriges Television TV2 1979 och var produktionsledare för kortfilmen Inget för en karl (1985).

## Musikalbum
- Visor i trotzåldern (med Bengt Sändh och Finn Zetterholm, Sonet 1966)
- Visor ur wrångstrupen (med Bengt Sändh och Finn Zetterholm, Sonet 1967)
- Om du kommer lite närmare mej (med Marcus Österdahls orkester, Intersound 1971)
- Staffan Atterhall (Intersound 1974)
- Visor för all tid (Green Records 1988)